# Єлу Чжулху
Єлу Чжулху (кит.: 耶律直魯古; 1153 — 1213) — гурхан Каракитаїв і імператор Західного Ляо в 1177—1213 роках. Ера правління Тяньсі.

## Життєпис
Походив із киданської династії Єлу. Другий син Єлу Їлі, гурхана Каракитаїв і імператора Західного Ляо. 1163 року після смерті батька був досить молодим, тому владу перебрала його вуйня Єлу Пусувань.
1177 році внаслідок заколоту на чолі із Сяо Валлілою було повалено Пусувань, а трон перейшов до Чжулху. Невдовзі останній наказав стратити свого старшого брата. Невдовзі стикнувся з початком кризи авторитету каракитаїв, оскільки наймани стали фактично самостійними, а васал Ібрагім Богра-хан захопив Самарканд.
1179 року повстав хорезмшах Текіш. У відповідь гурхан відправив військо на чолі із братом останнього султан-шахом, але воно не мало успіху.
1180 року війська хорезмшаха на чолі з Кираном здійснили успішний похід проти Єлу Чжулху, досягши міста Тараз і сплюндрувавши околицю Баласагуна, столиці держави. 1182 року Ібрагім Богра-хан, васал каракитаїв, втратив Бухару. Єлу Чжулхуне зміг надати тому допомоги, оскільки був вимушений боротися проти кипчакських ханів.
1190 року почалася боротьба з султаном Абул-Фатіхом Ґорі, викликане спробою гурхана захопити Гузган (частина сучасних афганських провінцій Фар'яб і Джаузджан). У 1197—1198 роках було втрачено Балх, який захопив Мухаммад Ґорі. У квітні 1198 року каракитайське військо зазнало нової поразки від Абул-Фатіха Ґорі.
У 1200—1204 роках спільно з хорезмшахом Мухаммедом II воював проти братів Ґорі. 1204 року фактично було встановлено владу в Кашгарському володінні Східнокараханідського ханства.
Влітку 1205 року було втрачено Термез, що належав Західнокараханідському ханству, васалу Єлу Чжулху. 1206 року хорезмшах, що завоював Балх і Термез, передав останнє місто гурханові. тім поступово стосунки з Мухаммедом II погіршилися.
Водночас Уйгурське ідикутство в Турфані повстало й підкорилося монголам Чингис-хана. добровільно підкорився Чингіз-хана. 1209 року карлуцькі володарі Арслан-хан і Озар також вийшли з-під влади Єлу Чжулху. Невдовзі визнав зверхність Хорезму Усман Улуг-Султан, каган Західнокараханідського ханства.
На початку 1210 року зять гурхана Кучлук повстав, захопив в Узгенді скарбницю і спробував захопити столицю Баласагун, але був розбитий військами Єлу Чжулху. В цей час на територію держави вдерлася хорезмійсько-караханідська армія. У битві на рівнині Іламиш за річкою Сирдар'я каракитайські війська зазнали поразки. Проти гурхана повстав Баласагун, але зрештою його було придушено.
У 1211 році гурхан на полюванні біля Кашгару потрапив у засідку до Кучлука, який став фактичним володарем. Єлу Чжулху отримав титул верховного імператора (тайшан-хуан). Залишався номінальним правителем до своєї смерті у 1213 році.